# 格羅夫斯島
75°30′S 143°5′W / 75.500°S 143.083°W
格羅夫斯島（英語：Groves Island）是南極洲的島嶼，位於瑪麗伯德地對開海域，長9公里，處於錫米亞特科沃斯基冰川和蘭德冰川之間，該島嶼根據美國地質調查局的測量和美國海軍的空中照片被繪入地圖。